# Ike Moriz
Ike Moriz, pseudonimo di Eike Moriz (Friedberg, 14 maggio 1972), è un cantante, cantautore e attore sudafricano.
Ha pubblicato 20 album nei generi indie rock, pop rock, latino, easy listening, dance, lounge, blues, jazz e swing.

## Biografia

### Infanzia e adolescenza (1972-1992)
Ike Moriz è cresciuto a Wentorf vicino ad Amburgo, in Germania. Il figlio dei gioiellieri Kai e Waltraud Moriz ha frequentato la scuola elementare Wentorf dal 1978 e successivamente dal 1982 il liceo classico Wentorf, dove è stato anche rappresentante scolastico dal 1988 al 1989. Durante questo periodo ha recitato in spettacoli teatrali diretti da Hans Bittner, che era anche il suo insegnante di pianoforte. Dopo la laurea nel 1991, ha completato il servizio militare obbligatorio di un anno. Dal 1992 al 1993 si è recato in Sud Africa per lavorare nell'azienda di agrumi di suo zio a Clanwilliam nella provincia del Capo Occidentale.

### Studi (1993-1999)
Tornato ad Amburgo, Moriz ha studiato Economia presso l'Università di Amburgo dal 1993 al 1995 e ha tenuto i suoi primi concerti come cantante di diversi gruppi rock. Ha anche recitato le sue prime parti in spettacoli teatrali in lingua inglese. Ha poi studiato musica jazz, rock e pop presso l'Università di Musica Carl-Maria-von-Weber Dresda, dal 1995 al 1999 con il professor Hanns-Herbert Schulz. Ha preso parte a un programma di scambio di studio di dodici mesi presso l'Università di Città del Capo e il Conservatorio di musica di Rotterdam (Progretto Erasmus) dal 1997 al 1998. Ha conseguito due lauree (Bachelor of Music e Bachelor of Music Education).

### Londra (1999-2005)
Ike Moriz ha vissuto a Londra dalla fine del 1999 all'inizio del 2005. Inizialmente, si è esibito come musicista di strada, poi come cantante e tastierista della band indie rock "Stunt Double" e infine come cantante solista con una band di backup. Nel 2002 Moriz ha interpretato il suo primo ruolo da protagonista nel musical americano "Saving Anne" al Greenwich Theatre. Ha fondato la sua casa discografica, la Mosquito Records London Pty Ltd., e ha registrato il suo primo singolo di successo Fall Into The Sun ai Tin Pan Alley Studios nel 2002 con il produttore Steve Kent. Seguono i suoi primi due album da solista, che ha registrato e prodotto ai Motion Studios dal 2002 al 2005. Sono stati mixati e masterizzati da Alan van Kleef. Le canzoni di Moriz hanno raggiunto il primo posto in varie stazioni radio nel Regno Unito, nei Paesi Bassi, in Sud Africa e in Germania e sono state trasmesse alla radio in diciassette paesi in tutto il mondo. Il cantante britannico David Bowie ha votato più volte le canzoni di Ike Moriz come "Top Song of the Week" sul suo sito web. Nel 2004 Moriz si è esibito all'Ukkasie Arts Festival di Londra con molti altri artisti sudafricani come Heinz Winckler, Nianell e Steve Hofmeyr.
Moriz ha anche interpretato ruoli minori e cameo in film internazionali come Alfie (2004), 2 cavalieri a Londra (2003) e Love Actually - L'amore davvero (2003), così come in serie TV sudafricane e britanniche come EastEnders, Strike Back: Project Dawn (2011), Backstage (2006) e Metropolitan Police (serie televisiva).

### Sudafrica e internazionali (dal 2005)
Moriz vive ufficialmente in Sudafrica dal maggio 2005, dove ha ricevuto immediatamente molta copertura mediatica con il suo secondo album "Play Me" e le sue uscite singole I Feel Real e Play Me. Attraverso interviste radiofoniche e televisive nazionali, video musicali, apparizioni a Cape Town e Johannesburg e articoli su riviste e quotidiani, è diventato rapidamente noto a livello nazionale ed è stato votato come uno dei cinque migliori cantanti del paese nel 2006.
A questo album è seguito un altro album nel genere pop-rock: All Around The World (2007), che ha presentato per la prima volta al pubblico cantando il singolo al caffè Fashion TV sia a Johannesburg che a Cape Town. Il lancio dell'album a Cape Town è avvenuto contemporaneamente alle feste di inaugurazione del CD in Germania, Paesi Bassi e Gran Bretagna.

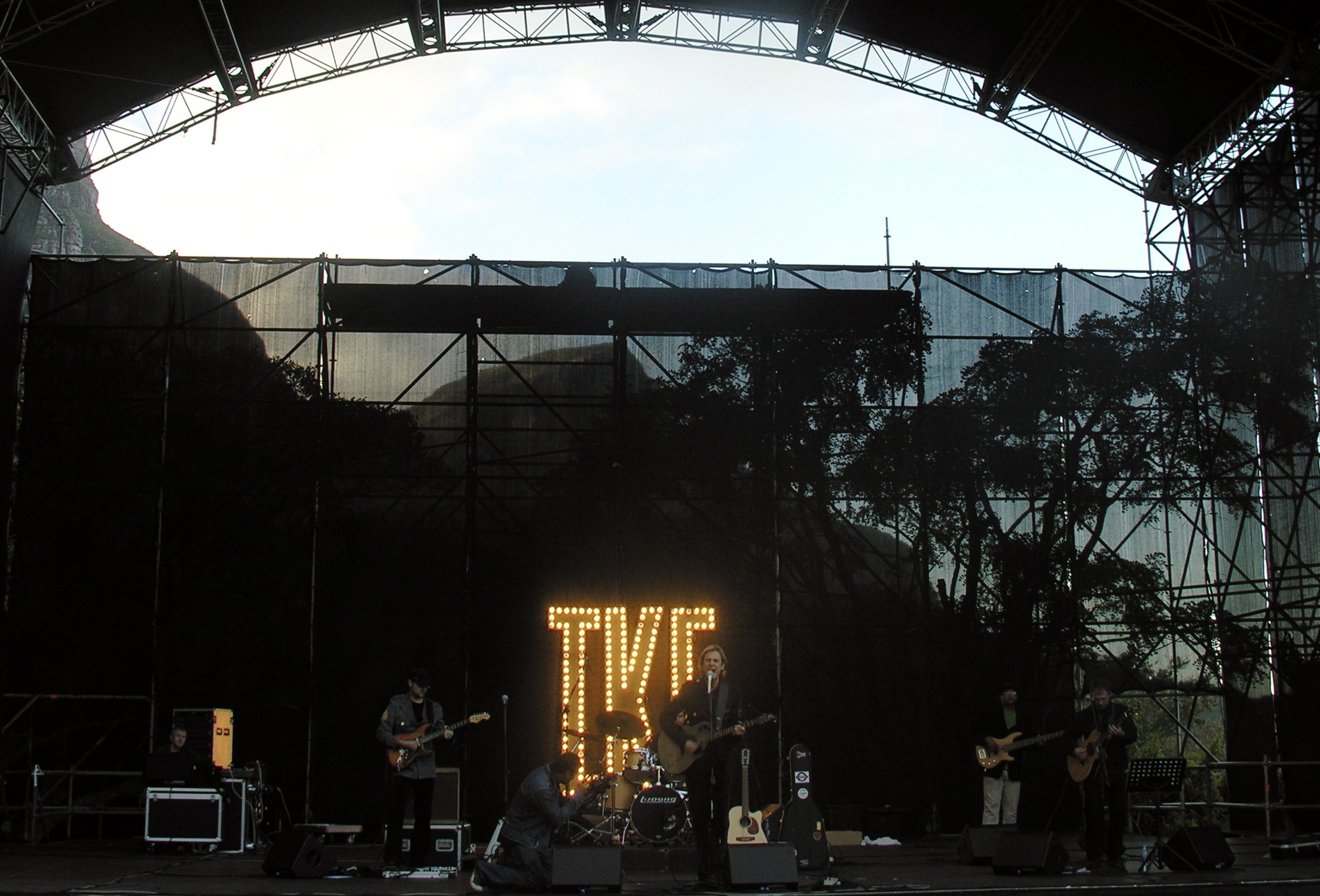
Ike Moriz al giardino botanico nazionale di Kirstenbosch (marzo 2007)

Moriz si esibisce regolarmente con una varietà di musicisti di accompagnamento a Città del Capo e Johannesburg, ad esempio all'Oude Libertas Amphitheatre, al Victoria & Alfred Waterfront, al Giardino Botanico Nazionale di Kirstenbosch, numerosi hotel e vari club, teatri e aziende vinicole. Nell'aprile 2008 ha tenuto un concerto in occasione della celebrazione del 125º anniversario della Scuola Internazionale Tedesca Città del Capo.
Nel 2008, Moriz, che in precedenza era noto principalmente come cantante indie pop e rock, ha iniziato a esplorare una varietà di altri stili, a partire dall'uscita della sua trilogia Stardust (2009), che consisteva in tre album nel genere swing e jazz. Il nuovo stile ha aperto le porte a un pubblico ancora più vasto, soprattutto nella cosiddetta ' capitale africana del jazz ', Cape Town, dove dal 2000 si tiene ogni anno il quarto festival jazz al mondo. Nello stesso anno pubblica l'album natalizio Starry Night, per il quale gira anche un video musicale in Germania all'osservatorio di Amburgo dove si esibisce più volte anche al festival "vision sternwARTe" in occasione del suo centenario.
Da quando si è trasferito in Sud Africa, Moriz ha registrato tutti i suoi album e singoli ai Paris Recording Studios di Fish Hoek, dove ha anche prodotto altri artisti (come Brothers With Voices Cape Town). Tra il 2010 e il 2016 sono seguiti altri sette album jazz e swing, oltre ad album di genere easy listening, latino, lounge, blues e pop-rock, come i suoi album swing Siren Terpsichore (2012) e Love Swings (2015) e l'album blues At Last (2014). Nel 2018, dopo il suo album Gold Rush (2017), Moriz, per la prima volta, ha pubblicato una compilation "best-of" dal titolo Millennium Hits 2002-2018 . Nell'aprile dello stesso anno fu pubblicato il primo singolo in lingua afrikaans di Moriz, una cover della canzone di Louis van Rensburg Voshaarnooi. L'ultimo album di Moriz, Draghi, è stato rilasciato il giorno del suo compleanno, il 14 maggio 2020 durante il "South African Covid-19 lockdown", insieme con il video musicale della sua canzone Say Your Name. Moriz ha intrapreso un breve Dragons Tour con il sassofonista Kurt Buschmann in Germania alla fine del 2021 e nell'estate del 2022 per promuovere il suo nuovo album. Durante il tour si è esibito al castello Vietgest, alla chiesa di San Michele, ad Amburgo e al castello Reinbek dove ha eseguito la canzone contro la guerra di Billy Joel Leningrad durante un'intervista sul canale televisivo tedesco NDR 3. Moriz è tornato nel nord della Germania per un altro tour da fine giugno a inizio agosto 2023 esibendosi con i sassofonisti Kurt Buschmann e Leandro Saint-Hill e con il pianista sudafricano, artista di Steinway, Charl Du Plessis.

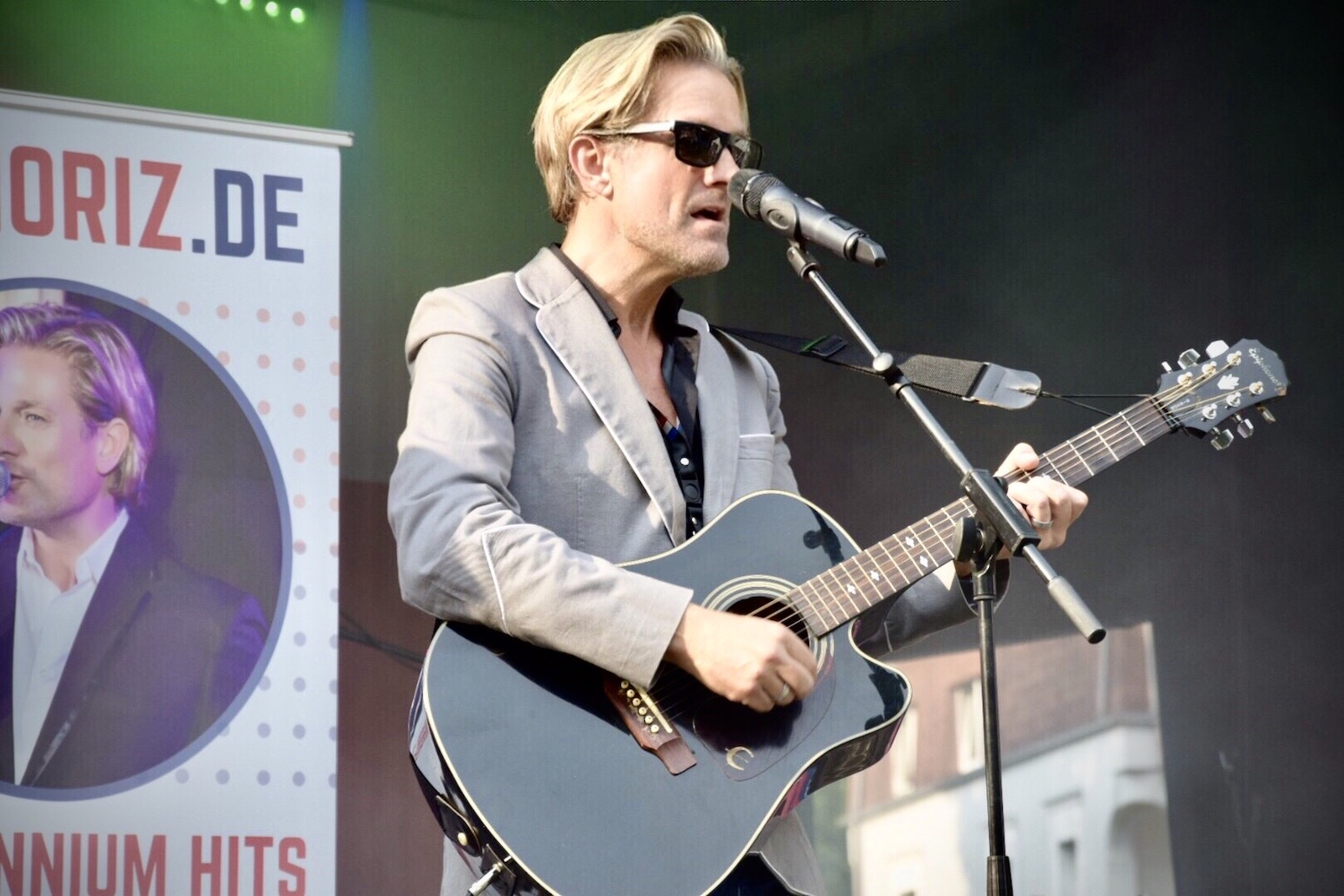
Ike Moriz sul palco del canale NDR 3 al festival cittadino di Bergedorf, Germania, luglio 2018

Il versatile cantautore canta in inglese, ma ha anche cantato canzoni in tedesco, afrikaans, spagnolo, xhosa e francese. Dal 2010 è in tournée in Germania ogni anno. In Sud Africa, Moriz collabora, suona e fa tournée con rinomati musicisti di studio e gruppi musicali come la Orchestra Filarmonica di Città del Capo, la Ike Moriz Swing Band, il sassofonista Willie Van Zyl, i chitarristi Willem Moller, Gregory Schoeman, Gorm Helfjord, Alvin Dyers e David Leadbetter, i batteristi Kevin Gibson, Paul Tizzard, Ivan Bell, Shaun Michau, Barry van Zyl (Johnny Clegg Band) e Tony & Frank Paco, i pianisti Andrew Ford, Amanda Tiffin, Muriel Marco, Jason Reolon e i bassisti Robert Nel, Wesley Rustin, Emilio Gassibe, Dave Ridgeway e Charles Lazar. Anche altri cantanti sudafricani come Judith Sephuma, Monique Hellenberg, Elana Afrika e Melanie Scholtz hanno suonato o registrato canzoni con lui.
Durante la sua carriera, Ike Moriz si è esibito in diciotto paesi: Sud Africa, Regno Unito, Germania, Namibia, Marocco, Spagna, Italia, Grecia, Francia, Portogallo, Senegal, Malta, Turchia, Paesi Bassi, Lussemburgo, Isole Canarie, Botswana e Belgio. Tutti i suoi lavori musicali sono stati pubblicati tramite CD Baby e la sua etichetta discografica Mosquito Records London Pty Ltd., distribuiti da Jassics Music (album jazz) e Select Music Distribution (primi tre album e maxi singoli). Il suo catalogo di opere è sub-pubblicato in Sud Africa da Sheer Publishing.

## Volontariato

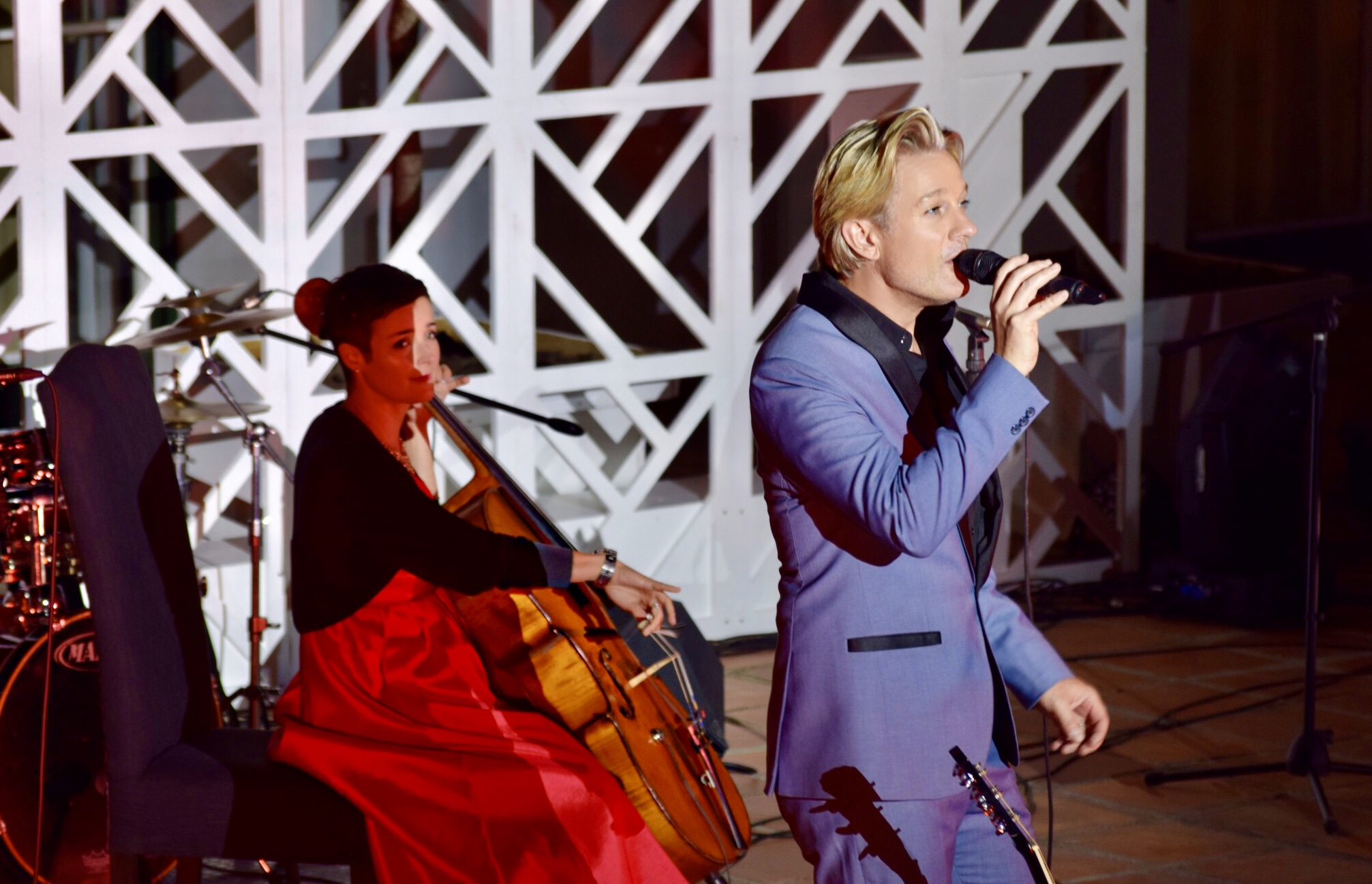
Ike Moriz Swing Band concerto a Paarl, Sud Africa (2020)

Insieme alla fotografa e scrittrice Kiara Worth, Moriz ha fondato e sostenuto il gruppo di interesse per la protezione ambientale "Fresh Air For Hout Bay " nel 2014, per il quale ha scritto, registrato e pubblicato la canzone di protesta Lucky Star Ain't What You Are. Moriz e Worth hanno anche creato e guidato il portafoglio di inquinamento atmosferico della HBRRA (Hout Bay Residents and Rate Payers Association) nello stesso anno. Il gruppo è stato fondato in risposta all'inquinamento atmosferico di una fabbrica di farina di pesce a Hout Bay. Moriz e Worth sono stati intervistati in numerosi articoli di giornale e hanno continuato a fare volontariato come portavoce del gruppo per 6 anni fino alla chiusura della fabbrica nel 2020.
Durante gli incendi nelle montagne della Penisola del Capo nel marzo 2015, Moriz ha composto un inno per i servizi volontari sudafricani Wildfire, chiamato Heroes In Red, per raccogliere fondi per l'organizzazione.
Ha anche sostenuto l'associazione per il benessere degli animali di Cape Town DARG con concerti gratuiti e suonato in eventi di beneficenza per aiutare a finanziare la ricerca sull'epilessia presso il Red Cross War Memorial Children's Hospital di Cape Town con la campagna "Alexi and Me ". Moriz si esibisce regolarmente agli eventi rotariani a Città del Capo per sponsorizzare i loro progetti comunitari. Nel settembre 2008 Ike Moriz è apparso come uno degli artisti principali dello 'Zimfest' insieme ad altre band famose come Freshlyground e The Rudimentals per sostenere il lavoro dell'ONG PASSOP (People Against Suffering, Oppression and Poverty). Nel 2006 Moriz ha preso parte alla registrazione di Greatest Love Of All con altre tredici celebrità sudafricane al fine di raccogliere fondi per l'iniziativa "Differently Abled 24/7/365 ". Moriz, un appassionato corridore, sponsorizza anche il programma di sviluppo giovanile dell'ONG Sakhisizwe a Imizamo Yethu, Hout Bay, dove fa regolarmente volontariato presso il Parkrun locale. Nell'agosto 2020, Moriz aveva programmato di cantare nel principale punto di riferimento di Amburgo, la chiesa di San Michele, a sostegno dell'organizzazione umanitaria per l'infanzia "Plan International", tuttavia, il concerto è stato rinviato al 2022 a causa della pandemia di COVID-19 in Germania.

## Vita privata

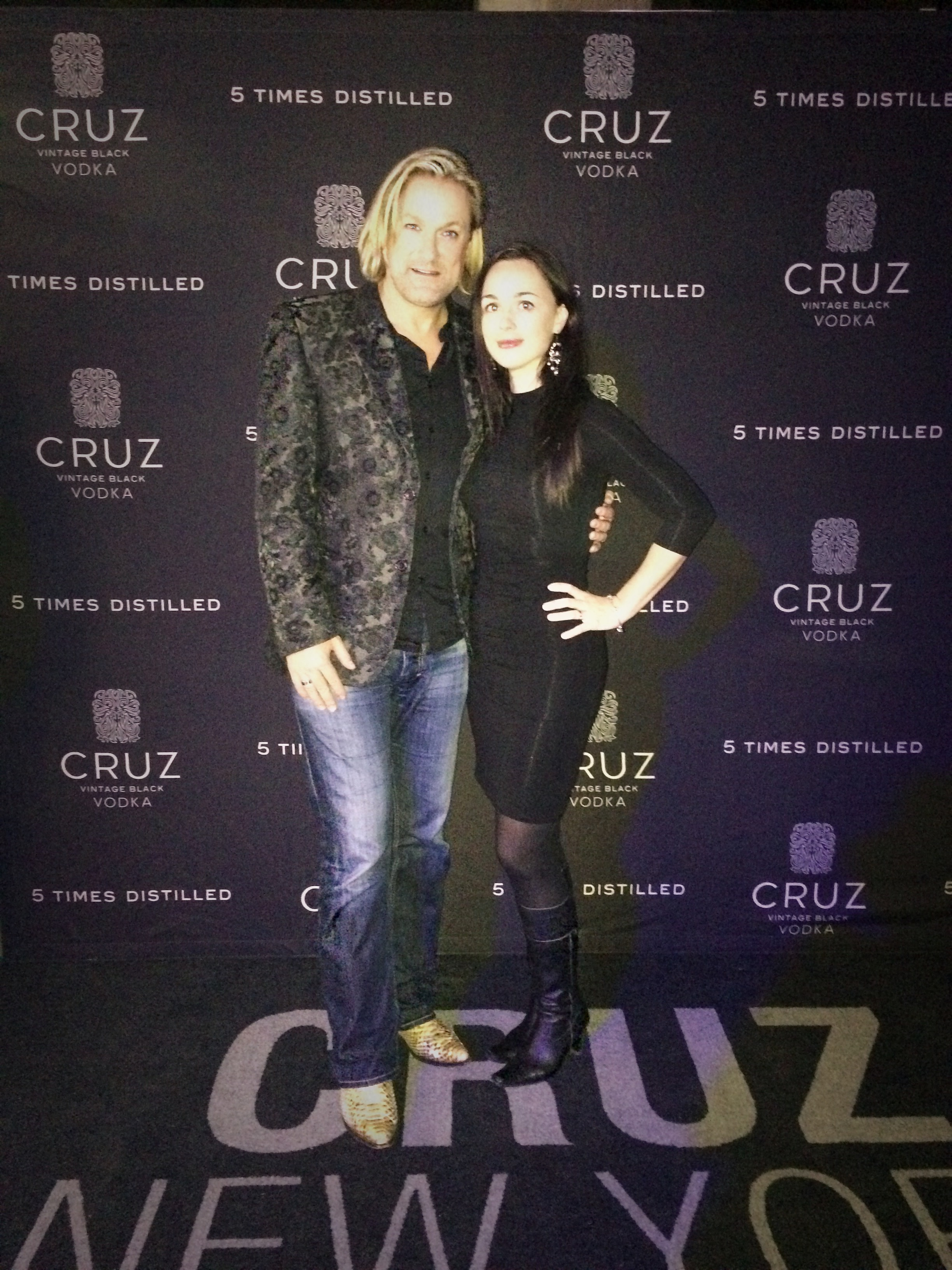
Ike Moriz e sua moglie Madri (2015)

Nel 2012, Ike Moriz ha sposato Madri Le Roux-Moriz, la sorella della cantante sudafricana Nataniël. Vivono insieme con le loro figlie Sofia Marie e Kateline a Hout Bay nel Provincia del Capo Occidentale. Sul famoso Chapman's Peak Mountain, una formazione rocciosa ha preso il nome da Ike Moriz ("Ike's Thumb") nel 2012.

## Discografia

### Album
| - 2004: Mirrors and Shade (catalogo n. MOS0003, UPC: 634479004261) - 2005: Play Me (catalogo n. MOS0005, UPC: 634479171659) - 2007: All Around The World (catalogo n. MOS0006, UPC: 634479634215) - 2009: Stardust (catalogo n. MOS0008, UPC: 884502111019) - 2009: Body and Soul (catalogo n. MOS0007, UPC: 884502110944) - 2009: Angel Eyes (catalogo n. MOS0009, UPC: 884502133356) - 2009: Starry Night (catalogo n. MOS0010, UPC: 884502152654) - 2010: Blue Moon (catalogo n. MOS0011, UPC: 884502361964) - 2010: Charade (catalogo n. MOS0012, UPC: 884502783612) - 2011: C'est Si Bon (catalogo n. MOS0013, UPC: 885767504462) | - 2011: Sunday (catalogo n. MOS0014, UPC: 885767568020) - 2011: Breathing Dreams (catalogo n. MOS0015, UPC: 885767791848) - 2012: Siren Terpsicore (catalogo n. MOS0017, UPC: 885767124417) - 2014: At Last (catalogo n. MOS0018, UPC: 888174506364) - 2014: Nobody Does It Better (catalogo n. MOS0021, UPC: 889211179251) - 2015: Love Swings (catalogo n. MOS0024, UPC: 190394012793) - 2016: Debonaire (catalogo n. MOS0025, UPC: 190394360597) - 2017: Gold Rush (catalogo n. MOS0027, UPC: 191061556336) - 2020: Dragons (catalogo n. MOS0030, UPC: 195079384493) |

### Raccolte
- 2002: Center Stage - A New Music Compilation (CD, etichetta: Matchbox Recordings Ltd.)
- 2006: MK89-Hoordosis Vol.1 (doppio CD, etichetta: Next Music Pty Ltd., catalogo n. SuccessivoCD063, UPC: 6009694020626)
- 2018: Millennium Hits 2002–2018 (CD, Etichetta: Mosquito Records London Pty Ltd., catalogo n. MOS0029, UPC: 191924968221)

### Singoli ed EP
- 2002: Fall Into The Sun (CD, Maxi), catalogo n. MOS0001, UPC: 5021272063321
- 2002: You Could (CD, Maxi), catalogo n. MOS0002, UPC: 5021272066629
- 2005: Play Me (CD, Maxi), catalogo n. MOS0004
- 2011: Still (CD, Maxi), catalogo n. MOS0016, UPC: 885767253735
- 2014: To Cape Town (CD, Maxi), catalogo n. MOS0019, UPC: 888174675978
- 2014: Forevermore (CD, Maxi), catalogo n. MOS0020, UPC: 888174750316
- 2015: Heroes In Red (CD, Single), catalogo n. MOS0022, UPC: 889211449712
- 2015: Lucky Star Ain't What You Are (CD, Single), catalogo n. MOS0023, UPC: 889211640539
- 2016: On Our Way (CD, Singolo), catalogo n. MOS0026, UPC: 191061190714
- 2018: Voshaarnooi (CD, Singolo), catalogo n. MOS0028, UPC: 192914127390
- 2022: Something Stupid (CD, Singolo), catalogo n. MOS0031, UPC: 198002695949
- 2022: Leningrad (CD, Singolo), catalogo n.  MOS0032, UPC: 198003966178
- 2025: Skulls & Stars (CD, Singolo), catalogo n.  MOS0035, UPC: 199199018467

## Videografia
| - 2003: Still (girato a Londra, Regno Unito) - 2004: Mirrors and Shade (girato a: Londra, Regno Unito) - 2005: Play Me (girato a: Città del Capo, Sudafrica) - 2006: I Feel Real (girato a: Città del Capo, Sudafrica) - 2007: All Around The World (girato a: Kirstenbosch, Città del Capo, Sudafrica) - 2008: Peace Dream - Upupha Ngoxolo (girato a: Hout Bay, Sudafrica) - 2009: Starry Night (girato a: Bergedorf, Amburgo, Germania) | - 2013: Angie Blue (girato a Città del Capo, Sudafrica) - 2014: See You In The Night (girato a: Città del Capo, Sudafrica) - 2015: Heroes In Red (girato a: Città del Capo, Sudafrica) - 2015: Lucky Star (girato a: Constantia, Città del Capo, Sudafrica) - 2020: Say Your Name (Sudafrica) - 2020: Dangerous Rhymes (Sudafrica) |

## Opere
- Ike Moriz: "Dangerous Rhymes: Lyric collection", Mosquito Records London Pty Ltd., 2020, ISBN 978-1-715-47794-3, 2ª edizione ISBN 979-8689496825
- Ike Moriz: “Darstellung verschiedener stimmbildnerischer Arbeitsmethoden und deren vergleichende Betrachtung”, Wentorf: Eike Moriz, Germania, 2020, (1ª edizione, 1999, Università della Musica Carl Maria von Weber), ISBN 978-1-715-40557-1